# 德沃里謝 (特諾皮爾州)
49°25′1″N 25°21′23″E / 49.41694°N 25.35639°E
德沃里謝（羅馬化：Dvoryshche）是烏克蘭的村落，位於該國西部捷爾諾波爾州，由捷尔诺波尔区負責管轄，始建於1992年，面積0.14平方公里，2001年人口61，人口密度每平方公里435.7人。